# Козлов, Юрий Андреевич (детский хирург)
Юрий Андреевич Козлов (род. 24 августа 1969, Куйтун, Иркутская область) — заслуженный врач Российской Федерации, доктор медицинских наук, детский хирург высшей категории, главный врач Иркутской областной детской клинической больницы, победитель Всероссийского конкурса «Лучший врач России» в категории «Лучший детский хирург» 2010 года, член Российской Ассоциации детских хирургов (РАДХ), Европейской Ассоциации детских хирургов (EUPSA), Тихоокеанской ассоциации детских хирургов (PAPS) и Международной педиатрической эндохирургической ассоциации (IPEG), почетный гражданин Приангарья. Член-корреспондент РАН с 2022 года.

## Биография
Юрий Андреевич Козлов родился в 1969 году, в поселке Куйтун, Иркутская область. Куйтунскую среднюю школу № 2 окончил с золотой медалью.
В 1986 году поступил в Иркутский медицинский институт. На первом же курсе пришёл работать в Ивано-Матренинскую больницу, санитаром в операционный блок. На третьем курсе стал медбратом и начал проводить первые операции по поводу острого аппендицита.
В 1992 году окончил университет по специальности педиатрия, квалификация врач-педиатр.
В 1993—1994 годах в Ивано-Матренинской детской клинической больнице, совместно с коллегами, создал центр хирургии новорожденных, ставший сейчас одним из самых высокотехнологичных в России.
В 2006 году занял первое место на VII Европейском конгрессе детской хирургии
В 2014 году о Козлове был снят документальный фильм «Хирург» о работе лучшего детского хирурга России.
В 2015 году защищает докторскую диссертацию на тему: «Минимально инвазивная хирургия новорожденных и детей грудного возраста».
В 2017 году команда Discovery сняла сериал в жанре медицинского реалити «Спасая младенцев» — о детских хирургах Ивано-Матренинской клинической больницы Иркутска.
В 2018 году в американском городе Сиэтл выступил с основным докладом и стал победителем XXVII ежегодного конгресса IPEG по детской эндохирургии.
Юрий Андреевич Козлов проводит уникальные операции через мельчайшие разрезы, используя эндоскопическое оборудование. Благодаря этому реабилитация пациентов проходит очень быстро.
Юрий Андреевич занимается научной деятельностью, является автором большого числа публикаций в российских и зарубежных медицинских журналах, автор шести научных разработок, получивших патент Российской Федерации. Он входит в международную эндохирургическую детскую группу, которая вводит новые стандарты лечения заболеваний с помощью малоинвазивной хирургии.
24 марта 2021 года Юрий Козлов назначен главным врачом Иркутской государственной областной детской клинической больницы.
В 2022 году избран в члены-корреспонденты Российской академии наук (РАН).

## Награды и звания
- В 2009 году признан человеком года в области здравоохранения Иркутска, награждён почетной грамотой мэра Иркутска и почетной грамотой губернатора Иркутской области, внесен в Книгу рекордов Иркутской области 2009 года.
- В 2010 году стал победителем IX всероссийского конкурса «Лучший врач года» в номинации «Лучший детский хирург»[6].
- В 2016 году за заслуги в развитии здравоохранения Козлову была объявлена благодарность Президента Российской федерации В. В. Путина.
- В 2018 году Указом Президента Российской Федерации Ю. А. Козлову присвоено почетное звание «Заслуженный врач Российской Федерации»[7].
- В 2019 году награждён Почетным знаком имени Юрия Абрамовича Ножикова «ПРИЗНАНИЕ»[6].
- 21 сентября 2020 года Ю. А. Козлову присвоено почетное звание «Почётный гражданин Иркутской области»[8].
- Орден Полярной звезды (2024 год, Монголия)[9].